# Víctor Sánchez Borrego
Víctor Sánchez Borrego (Salamanca, 20 de junio de 1987), más conocido como Víctor Sánchez, es un exjugador español de rugby que se desempeñaba como segunda línea y jugó toda su carrera en el C. R. El Salvador de División de Honor. Además de competir con su club en España, era internacional absoluto con la Selección Española, donde acumuló 37 caps. 
Empezó a jugar a rugby con el Salamanca R. C. en el año 2003 y formó parte de una generación de oro que llegó al Campeonato de España. Precisamente en esa competición empezó a destacar y a llamar la atención de los seleccionadores nacionales de las sucesivas edades. 
En el año 2009, logró el ascenso a categoría nacional con su club de formación y los propios compañeros y técnicos del equipo le animaron a que aceptara la oferta que recibió del C. R. El Salvador vallisoletano. Desde entonces, ha estado jugando en el equipo pucelano y formando parte periódicamente de la selección nacional.
En 2016, disputó los Juegos Olímpicos de Río de Janeiro con la Selección de Seven de España.